# Grande fraternité universelle
 (mai 2017).
- Si vous ne connaissez pas le sujet, laissez ce bandeau (vous pouvez alors contacter les auteurs).
- Si vous supprimez le contenu mis en cause (vous pouvez préalablement contacter les auteurs),

argumentez précisément cette suppression dans la page de discussion
(un manque de référence n'est pas un argument ; une recherche réelle de référence doit avoir été effectuée, être formellement documentée).
Pour les articles homonymes, voir GFU.
La Grande fraternité universelle (GFU) est une institution humanitaire fondée par Serge Raynaud de la Ferrière à Caracas en 1948.

## Description
Elle se décrit comme une « organisation civile, culturelle, non gouvernementale, à but non lucratif, qui vise à rassembler la science, l'art et la religion pour une amélioration intellectuelle et une rééducation spirituelle de l'humanité, sans distinction de race, de nationalité, de sexe, de croyance ou de classe sociale ».
Toutefois, dans son Statut, l'article 1 poursuit en disant : « La Grande Fraternite et son véhicule universelle la Mission de l'Ordre du Verseau est une organisation civile et culturelle qui a pour objet de réunir la Science, l'Art et la Religion, pour une amélioration intellectuelle et une rééducation spirituelle, au moyen de la fusion de toutes les sectes, associations, sociétés humanitaires, philosophiques, scientifiques, artistiques, ésotériques, religieuses et initiatiques ». 
Officiellement, la GFU a des activités dans les pays suivants : Argentine, Australie, Bolivie, Brésil, Colombie, Costa Rica, Chili, Équateur, El Salvador, Espagne, États-Unis, Honduras, Mexique, Nicaragua, Pérou, Panama, Paraguay, Porto Rico, Uruguay et Venezuela.
Toutefois, l'institution a subi plusieurs divisions. Il y a des branches dissidentes opérant dans d'autres pays, par exemple en Italie. La première scission a été provoquée par José Manuel Estrada en 1967 lorsqu'il a fondé la Ligne solaire de la GFU au Mexique qui deviendra la RedGFU.